# Relaciones Bosnia y Herzegovina-Chile
Las relaciones Bosnia y Herzegovina-Chile son las relaciones internacionales entre Bosnia y Herzegovina y la República de Chile.

## Historia

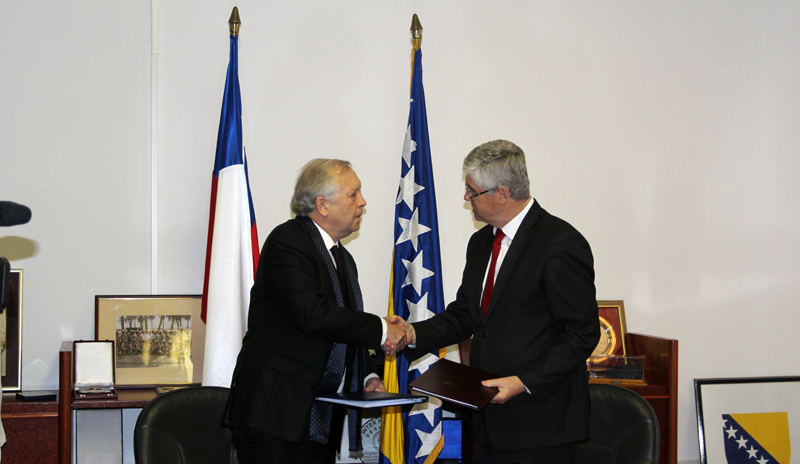
Firma de acuerdos bilaterales entre los ministros de Defensa de Chile y Bosnia y Herzegovina, Jorge Burgos y Zekerijah Osmić.

Entendiendo a Bosnia y Herzegovina como unidad federal de la antigua Yugoslavia, las relaciones entre ambos países son de larga data, habiendo sido originalmente establecidas en 1935, habiéndose establecido entre los gobiernos de Chile y Yugoslavia diversos convenios en materia comercial, cultural y  de supresión de visas de turismo. En 1997, tras la guerra de Bosnia, el país sudamericano dispuso la participación de efectivos de Carabineros de Chile que integraron a la Fuerza de Tarea de Policía Internacional en calidad de monitores de policía civil en Bosnia. En 1999, Chile acogió refugiados de ese país, aunque casi la totalidad de ellos volvió a Europa por las deficientes condiciones de vida con que fueron recibidos en Chile.
Chile participó en la denominada Operación Althea en Bosnia y Herzegovina desde el año 2003. En una primera instancia, se incorporó con efectivos de su Ejército a la Fuerza de Estabilización de la OTAN. A partir del año siguiente, dicha operación de paz fue traspasada a la Fuerza de la Unión Europea (EUFOR Althea), en el marco del mandato de Naciones Unidas. Así, Chile ha dispuesto desde entonces el envío de tropas y medios militares a Bosnia y Herzegovina, cumpliendo roles tales como la construcción de viviendas y como garante del orden público, quienes se han desempeñado tanto en el Cuartel General en Sarajevo como en la ciudad de Bania Luka. Desde el punto de vista político, Chile ha afirmado su apoyo a los Acuerdos de Dayton, así como a la soberanía e integridad territorial de Bosnia y Herzegovina, rechazando los intentos secesionistas de la República Srpska, y abogando por la observancia del estado de derecho en los planos nacional e internacional.

### Visitas oficiales
En julio de 2014, el ministro de Defensa chileno, Jorge Burgos, efectuó una visita a Bosnia y Herzegovina, donde pasó revista a la misión de paz chilena en ese país y suscribió en Sarajevo un acuerdo de cooperación en defensa con su par bosnio, Zekerijah Osmić.

## Relaciones comerciales
En 2022, el intercambio comercial entre ambos países ascendió a los 2,1 millones de dólares estadounidenses. Los principales productos exportados por Chile fueron nueces y ciruelas secas, mientras que aquellos exportados principalmente por Bosnia y Herzegovina al país sudamericano fueron depiladoras eléctricas, aparatos extrusores y calzado.

## Misiones diplomáticas
- La embajada de Chile en Hungría concurre con representación diplomática a Bosnia y Herzegovina.
- Bosnia y Herzegovina no tiene representación diplomática en Chile.